# Carol Mayo Jenkins
Carol Mayo Jenkins (Knoxville, 24 de noviembre de 1938), es una actriz estadounidense conocida por su papel de la profesora de literatura Elizabeth Sherwood, en la serie de televisión Fama. Dejó el programa al final de su quinta temporada en 1986, pero regresó para el final de la serie un año después.
También apareció puntualmente en las series de televisión estadounidenses Another World, Max Headroom, Aaron's Way y Matlock.
Desde julio de 2020, es profesora de interpretación en la Universidad de Tennessee,  donde aparece con frecuencia en el escenario del Teatro Clarence Brown.

## Carrera profesional

### Cine
| Año  | Título                                        | Papel         | Ref.  |
| ---- | --------------------------------------------- | ------------- | ----- |
| 1983 | Happy Endings                                 | Jan Wilkerson | [ 6 ] |
| 1990 | Hollywood Heartbreak                          | Lottie        | [ 7 ] |
| 1992 | Seduction: Three Tales From the Inner Sanctum |               | [ 7 ] |

### Televisión
| Año       | Título        | Papel              | Notas      | Ref.        |
| --------- | ------------- | ------------------ | ---------- | ----------- |
| 1977      | Another World | Vera Finley        |            | [ 8 ]       |
| 1982-1987 | Fama          | Elizabeth Sherwood |            | [ 7 ]       |
| 1987      | Max Headroom  | Valerie Towne      | 1 Episodio | [ 8 ]       |
| 1988      | Aaron's Way   | Mrs. Seward        | 1 Episodio | [ 7 ] [ 8 ] |
| 1991      | Matlock       | Dr. Doris Massler  | 1 Episodio | [ 9 ]       |

### Teatro
| Año  | Título                        | Papel              | Ref.   |
| ---- | ----------------------------- | ------------------ | ------ |
| 1969 | The Three Sisters             | Natalya Ivanovna   | [ 10 ] |
| 1972 | There's One in Every Marriage | Hotel Guest        | [ 10 ] |
| 1976 | Kings                         | Jocasta            | [ 10 ] |
| 1978 | First Monday in October       | Miss Birnbaum      | [ 10 ] |
| 1980 | The Suicide                   | Margarita Ivanovna | [ 10 ] |